# Arthrodamaeus mediterraneus
Arthrodamaeus mediterraneus är en kvalsterart som beskrevs av Subías, Arillo och J. Subías 1997. Arthrodamaeus mediterraneus ingår i släktet Arthrodamaeus och familjen Gymnodamaeidae. Inga underarter finns listade i Catalogue of Life.